# Agua de Jamaica
El agua de Jamaica (frío), jugo de flor de Jamaica, sorra, sorrel, saril (frío), té de hibisco o té de hibiscus (caliente) es una infusión hecha de cálices (sépalos) de la rosa de Jamaica (Hibiscus sabdariffa). Se trata de una infusión que se toma tanto fría como caliente en diversas partes del mundo. Tiene un sabor agrio, parecido al del arándano, y se le suele añadir azúcar para endulzarlo. Contiene vitamina C y oligoelementos, y tradicionalmente se utiliza como remedio suave debido a que incrementa el bienestar orgánico general.
Contiene de un 15 a un 30 % de ácidos orgánicos, incluyendo ácido cítrico, maleico y tartárico. También contiene polisacáridos acídicos y glucósidos flavonoides, como cianidina y delfinidina, que le dan su característico color rojo oscuro.

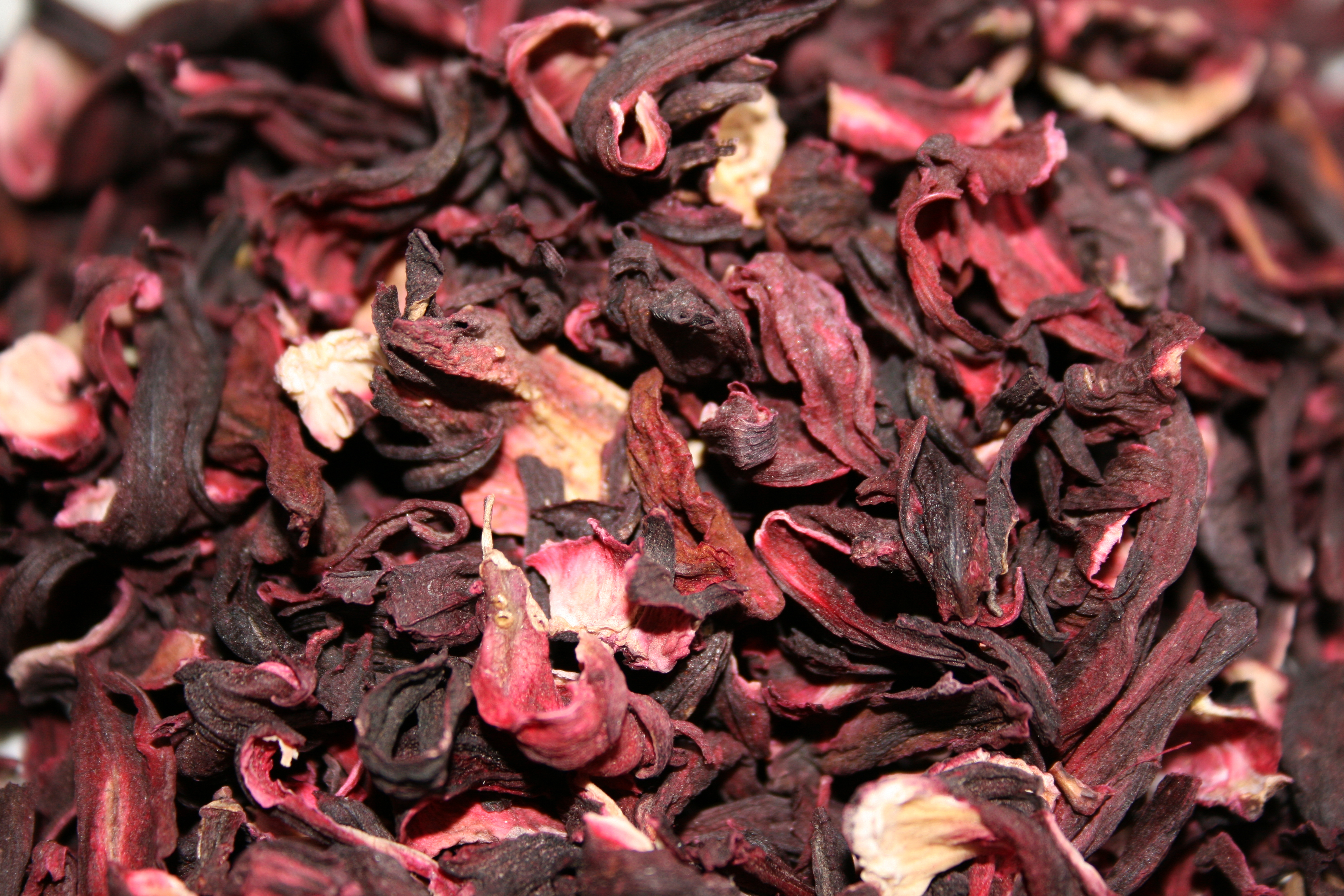
Cálices secos de hibisco.

El agua de flor de Jamaica es popular en Jamaica (donde se le conoce como sorrel), México, Panamá (donde se le conoce como saril),  partes de Sudamérica y en Caribe. En Centroamérica se le conoce como rosa de Jamaica o simplemente Jamaica y su infusión caliente como  té de rosa de Jamaica. En España se puede encontrar como té de hibisco y en Argentina se puede encontrar como té de hibiscus, aunque en el noreste argentino se lo llama "rosella" y se lo usa también para hacer mermeladas. Es una de las bebidas baratas (frescos, frescas) hechas típicamente a partir de zumo fresco o extractos. El agua de flor de Jamaica suele prepararse macerando los cálices (junto con jengibre en Jamaica y Panamá) en agua hirviendo, colando la mezcla y prensando los cálices (para extraer todo su jugo), añadiendo azúcar (a veces también un poco de ron en Jamaica) y removiendo. Se sirve fría.
En el Caribe la bebida, llamada sorra,  se hace a partir de la fruta fresca, y se considera parte integral de las fiestas navideñas. La Carib Brewery, una cervecera de Trinidad y Tobago, produce una Sorrel Shandy combinando la tisana con cerveza. En el Medio Oriente, la tiene mucha tradición y se considera el origen desde donde se importó a América Latina. En árabe se le conoce como carcadé (كركديه).
En Panamá, donde tanto las flores como la bebida se llaman saril (de la palabra jamaicana sorrel), se prepara hirviendo los cálices con jengibre picado, azúcar, clavo, canela y nuez moscada. Se toma tradicionalmente por Navidad y Año Nuevo.
Los cálices secos de hibiscus han estado disponibles desde hace mucho en tiendas de alimentos saludables de los Estados Unidos para preparar este té, especialmente en California y otras regiones influenciadas por las costumbres mexicanas. La flor de Jamaica tiene fama de ser una suave diurético natural. Desinflama el colon, ayuda a limpiar el organismo y mantiene controlados los niveles de tensión arterial por su acción sobre los niveles de colesterol y triglicéridos y su acción relajante. 
Ayuda en los casos de personas diabéticas pues es reguladora de la glucemia; en cuyo caso se debe consumir sin azúcar.

## En Oriente Medio y África
El karkadí o karkadé (árabe: كَركَديه) se sirve caliente o frío con hielo. Es muy popular en algunas partes de Oriente Medio, y especialmente en el Norte de África. Se dice que esta bebida se consumía en el antiguo Egipto, siendo preferida por los faraones. En Egipto y Sudán, es tradicional brindar en las celebraciones de boda con un vaso de té de hibisco. En una calle típica del centro de El Cairo pueden encontrarse muchos vendedores y cafeterías al aire libre que venden la bebida tanto a locales como a turistas.
En África, especialmente en el Sahel, el té de hibisco suele venderse por la calle y las flores secas se encuentran en todos los mercados. Variantes de la bebida son populares en África occidental y central. En Senegal, el bissap es considerada la «bebida nacional». Algunas recetas similares son el wuonllo en Gambia, el dabileni en Mali y el zobo o tsobo en el norte de Nigeria. El té de hibisco es especialmente popular en Sudán, donde se bebe más que el té auténtico y a menudo se prepara remojando los cálices en agua fría varios días y luego colando el resultado. También es frecuente aromatizarlo con menta o jengibre en África occidental.

## En Italia
En Italia, el té, conocido como carcadè o “té de los italianos”, por lo general se toma frío, muchas veces azucarado y con jugo de limón recién exprimido. Introducido cuando Eritrea era colonia italiana (1860-1941), su consumo solía estar mucho más extendido. Mussolini promovió el hábito de beber carcadé en vez de té inglés, después de que las sanciones por la guerra en Etiopía afectaran a Italia. Entre los países europeos, Italia sigue siendo uno de los mayores consumidores.

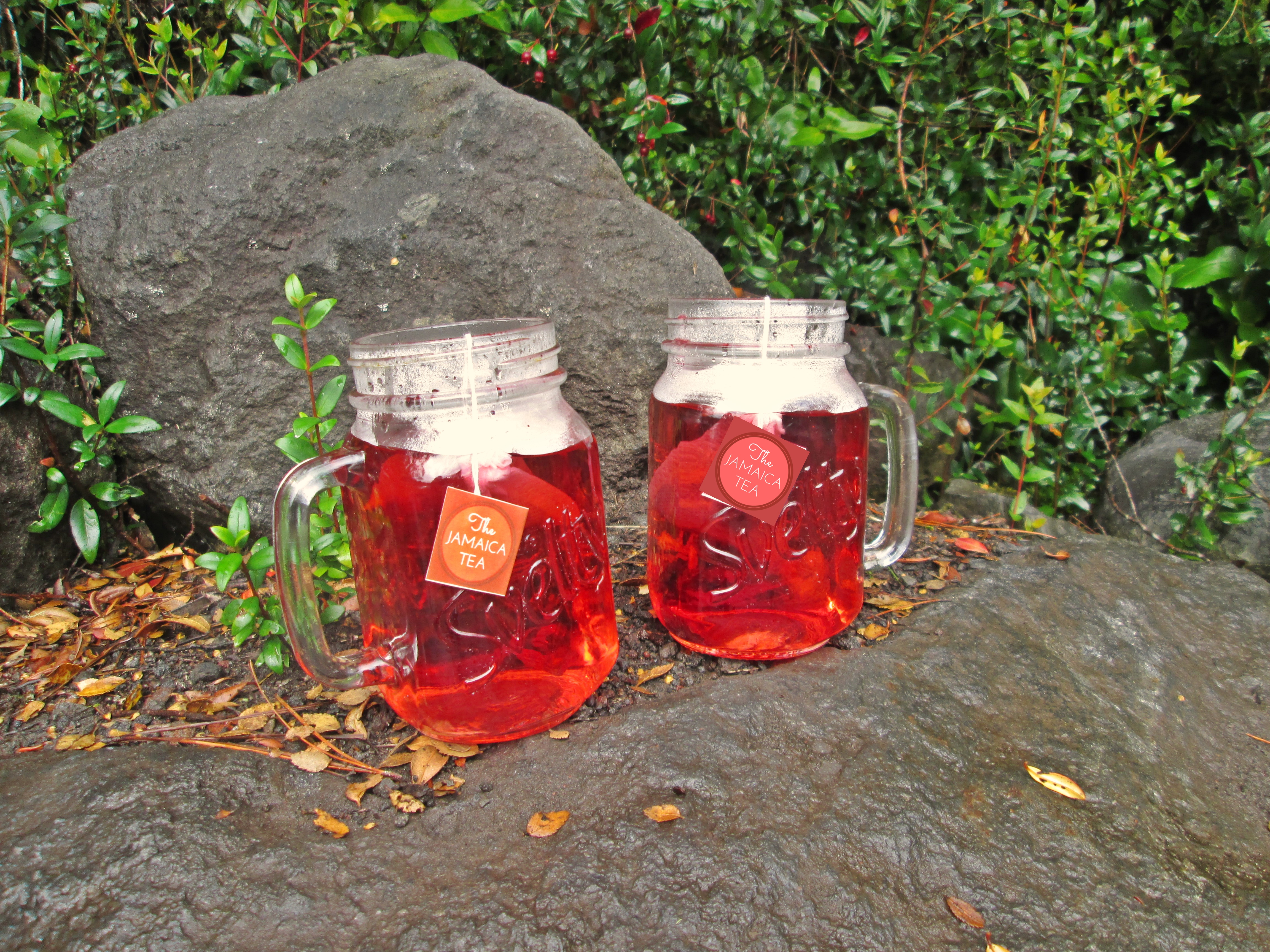
Tazas de Jamaica.

## Estudios médicos
Un estudio publicado en Journal of Human Hypertension demostraba que beber té de hibisco puede reducir la hipertensión en pacientes con diabetes de tipo 2. Los resultados del estudio demostraban que la presión sistólica media de quienes bebían té de hibisco bajó de 17,97 kPa al comienzo del estudio a 15,03 kPa al final, un mes después.
Un estudio sobre 65 sujetos publicado en 2009 halló que 3 tazas de té de hibisco diarias durante 6 semanas reducía la presión sistólica en 7 mmHg en pacientes prehipertensos y algo hipertensos. En aquellos cuya presión sistólica superaba los 129 mmHg, la reducción era de casi 14 mmHg. El autor principal del estudio señaló que las flores de hibisco contienen antocianinas, que se creen son compuestos activos contra la hipertensión, al actuar como inhibidores de la enzima convertidora de angiotensina (ECA).
Un estudio publicada en 2007 comparaba los efectos del Hibiscus sabdariffa L. con los del lisinopril sobre pacientes hipertensos. El hibisco «decrementó la presión sanguínea de 146,48/97,77 a 129,89/85,96 mmHg, logrando una reducción absoluta de 17,14/11,97 mmHg (11,58/12,21%, p < 0,05)». «Las reducciones [de la presión sanguínea] y la efectividad terapéutica fueron inferiores a las obtenidas con el lisinopril (p < 0,05)». Los autores concluyeron que el hibisco «ejerció una importante efectividad antihipertensora con un amplio margen de tolerancia y seguridad, al mismo tiempo que también redujo significativamente la actividad de la ECA en plasma y demostró una tendencia a reducir las concentraciones de sodio (Na) en suero sin modificar los niveles de potasio (K)». Atribuyeron el efecto reductor de la presión sanguínea del hibisco a su efecto diurético y su habilidad para inhibir la enzima convertidora de angiotensina mediante la presencia de anticianinas.
Un estudio de 2004 comparó la efectividad del hibisco con la droga inhibidora de la ECA captopril. Los autores hallaron que «los datos obtenidos confirman que el extracto estandarizado de H. sabdariffa, sobre 9,6 mg de total de anticianinas, y 50 mg de captopril diarios, no muestran diferencias significativas sobre el efecto hipotensor, efectividad antihipertensora ni tolerabilidad».
La química fármaco bióloga Yolanda Aquino y el Dr. Alfonso León Cruz, adscritos al Hospital General de Zona n.º 1 en Oaxaca, con el apoyo del Instituto Mexicano del Seguro Social y del CONACYT, iniciaron estudios para demostrar la capacidad del agua de Jamaica para luchar contra el colesterol y triglicéridos en la hiperlipidemias. Durante 14 meses, administraron a pacientes entre los 30 y los 60 años, de ambos sexos y con triglicéridos altos una infusión de 10 gramos de flor de Jamaica en un litro de agua potable sin hervir. Los resultados arrojaron que en promedio se disminuyó el colesterol en un 35% y se perdieron entre 1 y 4 kilogramos, sin dietas adicionales ni ejercicios.